# 星田悠
星田 悠（ほしだ ゆう、1982年11月29日-）は愛媛県出身の競泳選手。愛媛県立新居浜東高等学校から法政大学に進学、卒業後、富士通に入社。

## 来歴
2000年インターハイ50m自由形2位、2002年日本学生選手権水泳競技大会50m自由形2位、2003年日本選手権水泳競技大会50m自由形3位等の実績を残す。
2007年国体200mリレーにおいて神奈川県チームの第2泳者として日本新記録（1分31秒65）樹立。翌2008年の国体でも200mリレー神奈川県チームの第2泳者として50mを22秒23で引継ぎ、日本新記録（1分30秒99）樹立に貢献。
50m自由形の自己ベストは2008年の国体予選で記録した23秒02。